# 6186 Zenon
6186 Zenon è un asteroide della fascia principale. Scoperto nel 1988, presenta un'orbita caratterizzata da un semiasse maggiore pari a 2,3787794 UA e da un'eccentricità di 0,1851780, inclinata di 4,20691° rispetto all'eclittica.